# تغيرات فسيولوجية أثناء الحمل
التغيرات الفيسيولوجية أثناء الحمل هي التغيرات الطبيعية التي تطرأ على جسد المرأة الحامل للتكيف مع وجود الجنين ونموه. وتشمل هذه التغيرات الطبيعية تغيرات في القلب والأوعية الدموية والدم، وفي الأيض وفي وظائف الكلى والرئة. فيزداد سكر الدم ومعدل التنفس والنتاج القلبي، كما ترتفع معدلات هرموني الإستروجين والبروجيستيرون على مدار الحمل مما يوقف حدوث الدورة الشهرية أثناء مدة الحمل كاملة.

## الغدد الصماء والهرمونات
يحدث تغيرات كبيرة في جهاز الغدد الصماء لدى المرأة الحامل، وتعد الهرمونات بمعدلاتها الصحيحة أحد أهم عوامل نجاح الحمل.
ترتفع معدلات هرموني الإستروجين والبروجيسترون باستمرار على مدار الحمل وهما الهرمونان الرئيسيان أثناء الحمل، مما يعمل على تثبيط المحور الوطائي-النخامي-الكظري المسئول عن تنظيم حدوث الدورة الشهرية مما ينتج عنه انقطاع الدورة الشهرية طوال مدة الحمل.
يفرز هرمون الإستروجين بشكل رئيسي من المشيمة. وتفرز المرأة أثناء مدة الحمل كمية من الإستروجين ما قد يفوق ما يفرزه جسدها من الإستروجين على مدار حياتها كاملة. وتكون هذه الزيادة مطردة على مدار الحمل وتصل إلى ذروتها في الثلث الأخير من الحمل. وتعمل هذه الزيادة على تطوير الرحم والمشيمة ونمو الجنين وزيادة حجم الثدي وتطوير القنوات اللبنية وقد يرجع إلى هذه الزيادة أيضًا شعور المرأة الحامل بالغثيان خلال الثلث الأول من الحمل.
و يفرز هرمون البروجستيرون بواسطة الجسم الأصفر في الفترة الأولى من الحمل ثم يتبع ذلك إفرازه بواسطة المشيمة. ويعمل هرمون البروجستيرون على ارتخاء الأربطة والمفاصل وزيادة حجم الأعضاء الداخلية كالرحم والكلى والمثانة.
كما يزداد لدى المرأة الحامل هرمون الحمل أو كما يعرف بموجهة الغدد التناسلية المشيمائية وهو الهرمون الذي تفرزه الخلايا الأرومة الجنينة بعد الإخصاب بقليل ويمكن الكشف عنه في بول الحامل للتحقق من وجود الحمل من عدمه.
ويزداد حجم الغدة النخامية لدى المرأة الحامل بنسبة 50%. ويزيد إفراز هرمون البرولاكتين، مما يغير في تركيب الغدد اللبنية.
ويزداد الهرمون الموجه لقشر الكظر.بينما ينخفض الهرمون المنشط للحوصلة والهرمون المنشط للجسم الأصفر.
كما تزداد إفرازات هرمونات الغدد الجار درقية مما يزيد امتصاص الكالسيوم من الجهاز الهضمي والكلى. وتزداد أيضًا هرمونات الغدة الكظرية مثل الكورتيزون والألدوستيرون.
ويزداد هرمون محفز الإلبان المشيمي البشري (Human placental lactogen) الذي تفرزه المشيمة والذي يزيد من تحلل الدهون وأيض الأحماض الدهنية وذلك بهدف إنتاج الجلوكوز اللازم لتغذية الجنين، كما يقوم هذا الهرمون بتثبيط استجابة الأنسجة لهرمون الإنسولين مما قد يسبب مرض سكري الحوامل.

## وزن الجسم
تعد زيادة الوزن أحد أوضح التغيرات الفيسيولوجية أثناء الحمل، ويرجع سبب زيادة الوزن إلى زيادة وزن وحجم الجنين والرحم والمشيمة والسائل السلوي، بالإضافة إلى زيادة تراكم الدهون واحتباس السوائل في جسم الحامل.
| الوزن قبل الحمل                                 | الوزن الذي يلزم اكتسابه |
| ----------------------------------------------- | ----------------------- |
| أقل من الوزن الطبيعي (مؤشر كتلة الجسم<18.5)     | 13-18 كجم               |
| وزن مثالي (مؤشر كتلة الجسم = 18.5-24.9)         | 11-16 كجم               |
| وزن أعلى من الطبيعي (مؤشر كتلة الجسم = 25-29.9) | 7-11 كجم                |
| سمنة (مؤشر كتلة الجسم> 30)                      | 5-9 كجم                 |

ويمكن توقع بعض الزيادة الإضافية في الوزن في حالة الحمل بتوائم.
وقد تسبب السمنة أو زيادة الوزن عن المعدل الطبيعي قبل الحمل ارتفاع معدلات حدوث مخاطر ومضاعفات الحمل بما فيها ارتفاع ضغط الدم ومرض سكر الحوامل. وتنصح السيدات المصابات بالسمنة (مؤشر كتلة الجسم> 35) بخسارة حوالي 5 كجم قبل الحمل لتقليل معدلات مخاطر الحمل واحتمالية الحصول على جنين أصغر من الحجم الطبيعي.

## الاحتياجات الغذائية
تحتاج المرأة الحامل لزيادة في استهلاك السعرات الحرارية بمعدل 300 سعر حراري/اليوم. إضافة إلى حاجتها اليومية منها قبل بدء الحمل، اما عن احتياجاتها من البروتين فيُفترض ان يتراوح استهلاكها بين 70 – 75 غرام/اليوم. يُوصي العديد من الاطباء بضرورة تناول فيتامينات وتحديدًا حمض الفوليك الذي تتمثل اهميته في الحد من العيوب الخلقية في الانبوب العصبي للجنين، والاحماض الدهنية (الاوميغا- 3) ذات الأهمية في دعم التطور العقلي والعصبي للجنين.

## الثدي

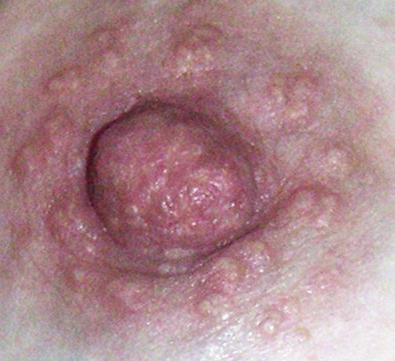
غدد الهالة (Areolar glands)

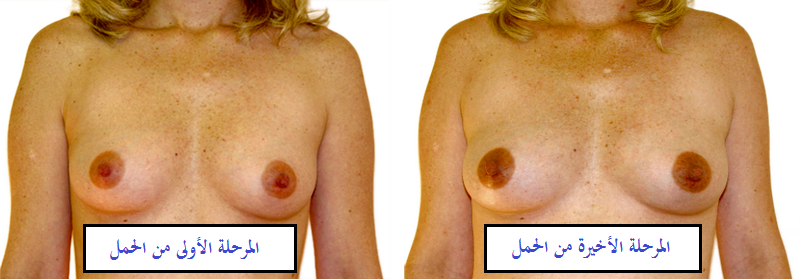
تغيرات الثدي أثناء الحمل

تبدأ زيادة حجم الثدي خلال الأسبوع السادس إلى الثامن ويستمر ذلك على مدار فترة الحمل. قد تظهر علامات شدّ البشرة وبعض البقع الملونة والأوردة المتمددة والمرئية بالعين المجردة. وتعد كل هذه التغيرات هي تغيرات طبيعية بهدف تهيئة الثدي لعملية الرضاعة بعد الولادة.
كما تزداد الحلمات في الحجم ويتغير لونها، وتزداد أيضًا الهالة المحيطة بالحلمة في الحجم وتظهر بلون داكن أكثر وتظهر على أطرافها نتوءات بارزة غاية في الصغر تسمى غدد الهالة (Areolar glands) أو غدد مونتوجومري (Glands of Montgomery), تفرز مادة دهنية للحفاظ على الحلمة والمنطقة المحيطة بها محمية ومدهنة، وقد يكون لهذه المادة الدهنية تأثير شمّي محفز لشهية الأطفال حديثي الولادة.
وفي خلال الشهر الثالث من الحمل يبدأ الثدي في تكوين اللبأ وهو أول ما يتدفق من لبن الأم بعد الولادة وقد يحدث أن تخرج بعض قطرات منه على شكل سائل كثيف القوام أصفر اللون أثناء الحمل وقبل الولادة.
وعلى الحامل اختيار صدرية ذات حجم مناسب لدعم الصدر المتضخم، والتطهير المستمر لمنع التشقق والالتهابات.

## الدم والأنيميا
يزداد حجم الدم كليًا على مدار الحمل بمقدار 1.5 لتر.
يزداد حجم بلازما الدم أثناء الحمل بنسبة 50%، ويزداد حجم خلايا الدم الحمراء بنسبة 20-30% فقط. وبالتالي فإنه قد ينخفض مكداس الدم، بمعنى آخر قد تعاني الحامل من الأنيميا طبقًا لنتائج التحاليل المعملية وهو ليس انخفاضًا حقيقيًا أو أنيميا حقيقية وإنما بسبب ما حدث من تخفيف لحجم كرات الدم الحمراء التي تسبح في بلازما الدم.
اما الصفائح الدموية فيتناقص عددها ليتراوح بين 100 – 150الف صفيحة / مايكرولتر وهذه الأعداد هي أقل ما يكون في المعدلات الطبيعية خارج الحمل.
وخلال أشهر الحمل تُصبح المرأة أكثر عُرضة للإصابة بتجلطات الدم والتخثرات في مناطق الجسم المختلفة بالإضافة إلى الاسابيع الأولى التي تلي الولادة وذلك نتيجة لفرط افراز الكبد لعوامل التخثر المختلفة كالفيبرينوجين. ولذلك يُوصي الاطباء بضرورة حركة المرأة بعد الولادة للحد من هذه المُضاعفات.
ويزداد تعداد خلايا الدم البيضاء وتعود مرة أخرى لمعدلاتها الطبيعية بعد 4 أسابيع من الحمل.

## القلب والأوعية الدموية
يزداد النتاج القلبي (حجم الدم الذي يضخه القلب من خلال دقيقة واحدة) على مدار الحمل بمقدار 30 إلى 50%.ويعود الناتج القلبي مرة أخرى لمعدلاته الطبيعية كما كانت قبل الحمل بعد 6 أسابيع تقريبا بعد الولادة. كما يزداد معدل نبض القلب إلى 80-90 نبضة\دقيقة (المعدل الطبيعي هو 67 نبضة\دقيقة). وباقتراب نهاية الحمل يضخ القلب 1\5 من الدم في الجسم نحو الرحم وحده.
يرتفع ضغط الدم خلال الثلث الثاني من الحمل ويعود إلى معدلاته الطبيعية في الثلث الثالث من الحمل.
وقد يسبب ازدياد حجم الرحم انضغاط أوردة الجزء السفلي من الجسم مما يسبب ركود الدم فيها وتمددها مما ينتج عنه تورم الساقين وظهور الدوالي فيهما وفي منطقة الفرج.

## الجهاز التنفسي
تتسبب التغيرات الهرمونية المرافقة للحمل بتغيير في تركيبة الاوعية الدموية المخاطية في القناة التنفسية وينتج عنه انتفاخ بطانة الانف، البلعوم، الحنجرة والقصبة الهوائية. فتظهر أعراض احتقان الانف، تغيّر الصوت والإصابة بعدوى المجاري التنفسية العُليا والنزيف الغزير من الانف أو البلعوم. نظراً لتأثر الحجاب الحاجز بالحمل وارتفاعه بمقدار 4 سم إلى الاعلى نتيجة لتوسع الرحم فان سعة الرئتين تتناقص. وفي الواقع فان عملية التنفس اثناءالحمل بطنية أكثر من كونها صدرية مما يُضفي ايجابية بسهولة التنفس في وضعية الاستلقاء أو في الاماكن ذات الضغط العالي. واخيراً تزداد الحاجة إلى الاكسجين مع نمو الجنين وبنسبة تصل إلى 20 % اما عند المخاض فتتعدى 60 % نظراً لزيادة الجهد المبذول من عضلة القلب والرئتين.

## العظام والعضلات
يزداد ميلان الحوض يزداد ويصبح انحناء عظام الظهر أكبر، فتميل العظام إلى الانحناء للخلف لموازنة البطن المتخم، وبالتالي فإن كافة النساء الحوامل تقريبا يختبرن بعض درجات ألم الظهر في الفترة المتقدمة من الحمل.
ويمكن حدوث بعض درجات التشنج (الإحساس بالخدران، التنميل) عند النساء الحوامل. ويعتقد أن لتلك الأعراض صلة بالانحناء الكبير للعمود الفقري (ليس فقط بأسفل الظهر ولكن في العنق والصدر) وللتغيرات الهرمونية خلال الحمل. مما يسبب تباعد مفصلي الكتف ووقوع قوة شد على اعصاب الذراع، مما ينتج عنه التشنج وضعف في الذراعين. وفي معظم الحالات، فان هذه المشاكل تختفي بعد الولادة.
وتتمدد عضلات البطن مع نمو الجنين حيث تفتقد هذه العضلات القدرة على الانقباض بالشكل التام الا انها تحافظ على انحياز منطقة اسفل الظهر. وتتميز المرأة الحامل بنمط خاص في المشي حيث تطول خطواتها مع تقدم الحمل لثقل وزنها، ونقصان تقوس القدمين نتيجة لزيادة الوزن.

### متلازمة النفق الرسغي
وهي آلام مبرحة تشبه الوخز في منطقة المعصم، وتشريحيًا فإن منطقة المعصم تتخذ شكل نفق مكون من عظيمات صغيرة وتمر فيه العديد من الأعصاب والشرايين والأربطة المتجهة إلى الكف وأصابع اليدين. فعندما تتعرض اليد وأصابعها للانتفاخ يضيق هذا النفق ويسبب ذلك ضغطًا شديدًا على الأعصاب والأربطة المارة فيه، مما يسبب تهيجًا فيها مسببًا شعورًا بالتنميل والخدار بالأصابع. وتبلغ هذه الظاهرة ذروتها عند الاستيقاظ من النوم وقبل تحريك الرسغ وتزول تلقائيا بعد الولادة. وقد يلزم الأمر استعمال بعض المسكنات الخفيفة وفي بعض الأحيان اللجوء إلى بعض الأقراص المدرة للبول لتخفيف الانتفاخ في اليدين. وفي بعض الأحيان تكون هذه الظاهرة ناتجة عن نقص فيتامين (ب) ويكون العلاج بتعاطي الأقراص أو الحقن التي تحتوي على هذا الفيتامين.

## الجهاز الهضمي

### الحرقة
تصيب الحرقة نصف إلى ثلثي النساء الحوامل، وهي نتيجة رجوع عصارة المعدة إلى المريء وذلك نتيجة ارتخاء الصمام بين المعدة والمريء خلال الحمل مع ازدياد الضغط داخل البطن نتيجة وجود الحمل.ومعظم هذه الحالات يزول تلقائيا بعد الولادة.
وتعالج أعراض الحرقة بتجنب الأوضاع التي تسبب هذه الحالة كالانحناء والقرفصة كما ينصح برفع المستوى العلوي للجسم عن السفلي عند النوم وذلك بوضع مخدات تحت الرأس والكتفين. ويجب على الحامل ان تتجنب تناول وجبات كبيرة وان تكون الوجبات صغيرة وعلى دفعات، مع تجنب الوجبات الحارة. كما يمكن استعمال الأدوية التي تحتوي على مواد قاعدية للتخفيف من تأثير الحامض على عصارة المعدة.

### الأمساك
تعاني 40% من الحوامل من إمساك الحمل، ويعود ذلك لعدة أسباب منها:
- اعاقة مرور البراز بسبب ضيق القناة.
- نقص الماء في البراز مما يودي إلى صلابة البراز وصعوبة حركة الامعاء.
- ارتخاء العضلات الملساء في جدار الامعاء نتيجة زيادة هرمون البروجيستيرون.
- زيادة حجم البطن الذي يودي إلى الضغط على الامعاء وبالتالي يودي إلى حدوث الإمساك.

وعلى الحامل أن تحافظ على نظام غذائي صحي يتضمن الخضراوات والألياف والسوائل، واحيانا يتم الجوء إلى المسهلات التي تساعد في التخفيف من الإمساك.

### البواسير
قد تتفاقم مشكلة الإمساك للتحول إلى مشكلة البواسير، وهي عبارة عن تورم غير عادى للأوعية الدموية الموجودة في منطقة المستقيم، ويمكن أن تكون داخل المستقيم أو تبرز من فتحة الشرج، وهي تسبب شعور بعدم الراحة وحكة وألم، وربما نزف في منطقة المستقيم.

## الجهاز التناسلي

### الإفرازات المهبلية الكثيفة
في الحالات الطبيعية، يمكن أن تتزايد الإفرازات المهبلية خلال الحمل بسبب الإفرازات اللزجة من جدار عنق الرحم الداخلي . لكن في بعض الحالات، تزداد الإفرازات لأسباب مرضية، والسبب الأكثر شيوعا هو الاتهابات البكتيرية التي قد تسبب إفرازات ملونة، أو التهابات فطرية قد تسبب إفرازات كثيفة القوام وسيئة الرائحة تشبه اللبن أو الجبن. قد تختفي الأعراض تلقائيا بعد الولادة وقد تحتاج الحامل إلى استشارة الطبيب للعلاج .

### النزيف المهبلي
يجب على الحامل أن تستشير الطبيب سريعًا في حالة حدوث نزيف مهبلي في أي وقت أثناء الحمل. فالنزيف المهبلي يمكن أن يكون علامة خطيرة، ومن المهم جداً التأكد ومعرفة السبب على الفور.